# История почты и почтовых марок Румынии
История почты и почтовых марок Румынии делится на ранний период, охватывающий историю почты османских княжеств (до 1859 года, включая появление первых марок в Молдавии в 1858 году) и Объединённого княжества Валахии и Молдавии (1859—1866); классический (1866—1947) и современный (с 1948 года) периоды Румынии.

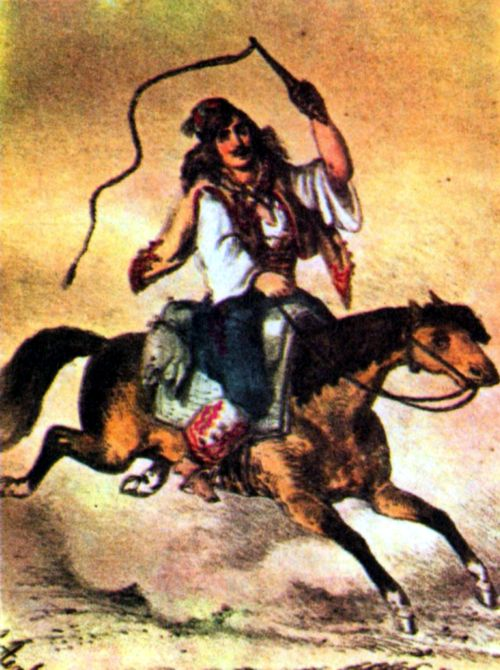
Молдавский почтальон второй половины XIX века. Литография А. Асачи

## Выпуски почтовых марок

### Ранний период

#### Княжество Молдавия

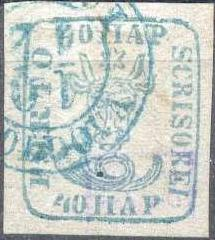
«Бычья голова» княжества Молдавии, 1858(Mi #6)

Во время Крымской войны Молдавское княжество было оккупировано Австрией. На его территории начали работать австрийские полевые почтовые отделения, принимавшие и частную корреспонденцию.
В 1857 году реформированием почтовой системы в Молдавском княжестве, просуществовавшем до 1859 года, занималась специальная комиссия. По её предложению почта в княжестве создавалась как полностью государственное учреждение, открывались новые почтовые отделения, увеличивалось количество дилижансов, работникам почты назначалась фиксированная заработная плата, вводились почтовые ящики.
Первые марки
21 июля 1858 года были выпущены первые почтовые марки Молдавского княжества с изображением бычьей головы и почтового рожка. Они печатались вручную на бумаге верже; на марках надпись кириллицей рум. «Порто скрисори» («Доставка письма»). Всего было выпущено чуть более 2000 серий, и в настоящее время эти марки довольно редки. Оценка первой марки по каталогу «Ивер» составляет 42,5 тысячи евро, а стоимость всей четырёхмарочной серии превышает 120 тысяч евро.
За первоначальным выпуском с круглым рисунком, 1307 серий которого было изъято 31 октября 1858 года, 1 ноября последовал второй выпуск с рисунком в квадратной рамке с закруглёнными углами на голубой или белой веленевой бумаге. На марках была надпись латиницей «Porto scrisorei» («Доставка письма») или «Porto gazetei» («Доставка газеты»). Эти марки также печатались вручную. Они встречаются чаще, чем марки первого выпуска, их тираж составил примерно 23 тысячи серий. Они имели хождение до 1 мая 1862 года.
Всего Молдавское княжество выпустило семь почтовых миниатюр (четыре — первого выпуска и три — второго). Марки использовались только в пределах княжества. Почта за границу пересылалась через австрийские почтовые отделения.
Княжество Валахия собственных марок не выпускало.

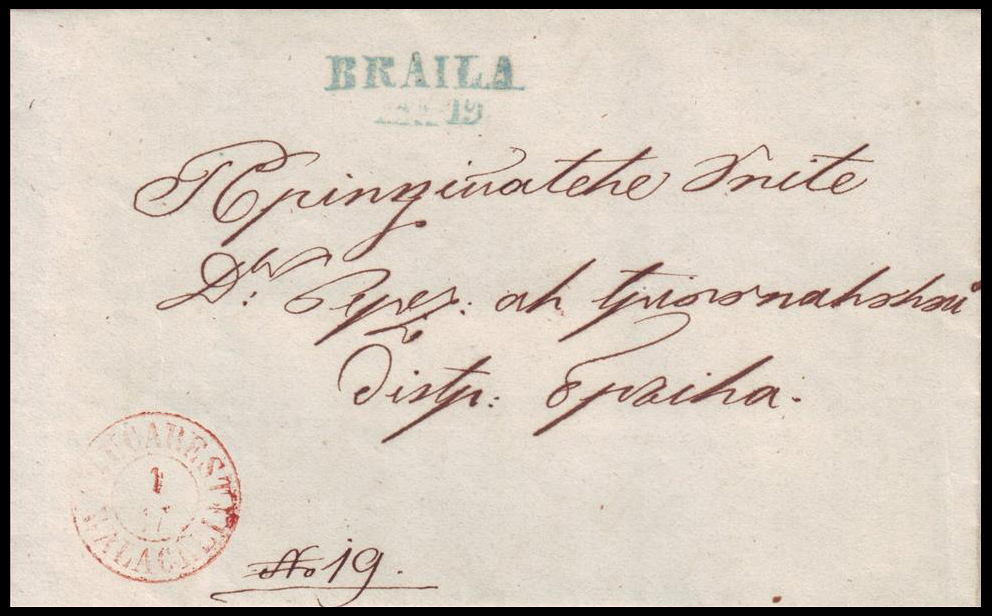
Почтовый конверт, отправленный из Бухареста в Брэилу (1861)

#### Объединённое княжество Валахии и Молдавии

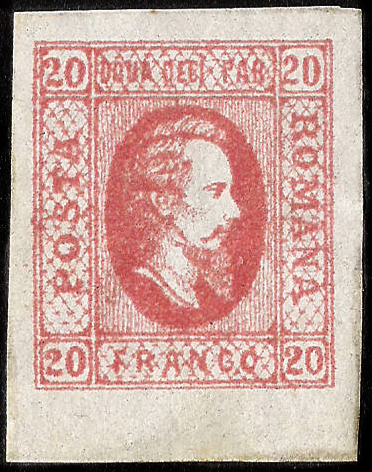
Марка Объединённого княжества Валахии и Молдавии с портретом князя Кузы, 1865(Mi #13)

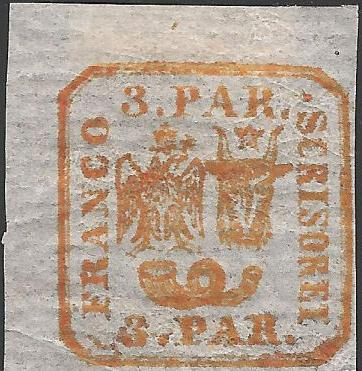
Первая марка Объединённого княжества Валахии и Молдавии, 1862(Mi #8I)

В 1859 году произошло объединение Молдавии и Валахии в единое государственное образование — Объединённое княжество Валахии и Молдавии, которое существовало до 1866 года. Согласно конвенции, принятой в 1858 году Парижской мирной конференцией, в княжествах создавался общий верховный суд, вводились общие почтовая, таможенная и монетная системы, а также общая армия.
Первые марки Объединённого княжества вышли в июне 1862 года. На них были изображены гербы обоих княжеств: голова быка — герб Молдавии и орёл) — герб Валахии, а также дана надпись «Franco scrisorei» («Оплаченное письмо»). Название государства не указывалось. Существует два тиража этих марок. Выпуск 1862 года печатался вручную, с одиночного штемпеля; второй выпуск, 1864 года, — с печатной формы. Марки разных тиражей отличаются по цвету. Были изъяты из обращения 31 декабря 1864 года.
29 августа 1864 года князь Александру Иоан Куза утвердил объединение почтовой и телеграфной службы. По постановлению от 3 декабря 1865 года, им был обнародован первый закон об организации почтово-телеграфной службы.
В январе 1865 года была выпущена серия из трёх марок с изображением профиля князя Александру Иоана Кузы. На этих миниатюрах впервые была помещена надпись «Posta Romana» (Румынская почта). Марки были в обращении недолго, до 19 (31) мая 1866 года, так как в этом году Куза был свергнут.

### Румыния

#### Классический период
В июле 1866 года вышла серия марок Княжества Румыния с портретом князя Кароля I, который был показан в профиль. Стиль миниатюр очень напоминал марки Франции того времени.
Введение лея в 1867 году вызвало необходимость в выпуске марок с номиналами в новой валюте, которые появились в январе 1868 года. Это была последняя серия, которая использовалась только в пределах страны.
С 1869 года знаки почтовой оплаты Румынии стали применяться и для международной корреспонденции. В том же году вышли марки нового дизайна. Это было изображение профиля князя, заключённое в овальную рамку. Новый дизайн продержался недолго, и уже в 1872 году на марки снова вернулась круглая рамка.
|                                                                  |                                                                  |                                                     |                                                                                          |                                                                   |
| Почтовая марка Княжества Румыния, князь Кароль I, 1866 (Mi #14x) | Первая марка Королевства Румыния, король Кароль I, 1885 (Mi #57) | Первая коммеморативная марка Румынии, 1891 (Mi #94) | Первая почтово-благотворительная марка Румынии, королева Элизабет цу Вид, 1906 (Mi #161) | Почтовая марка Румынии, выпуск Восточной Молдавии, 1918 (Mi #237) |

Первоначально марки Румынии печатались во Франции в Париже. С 1876 года их начали печатать в Бухаресте, при этом ухудшилась зубцовка, а сами марки стали выглядеть грубее.

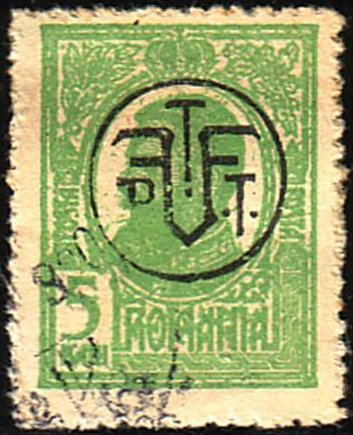
Почтовая марка Румынии с надпечаткой монограммы Фердинанда I, 1918(Mi #249)

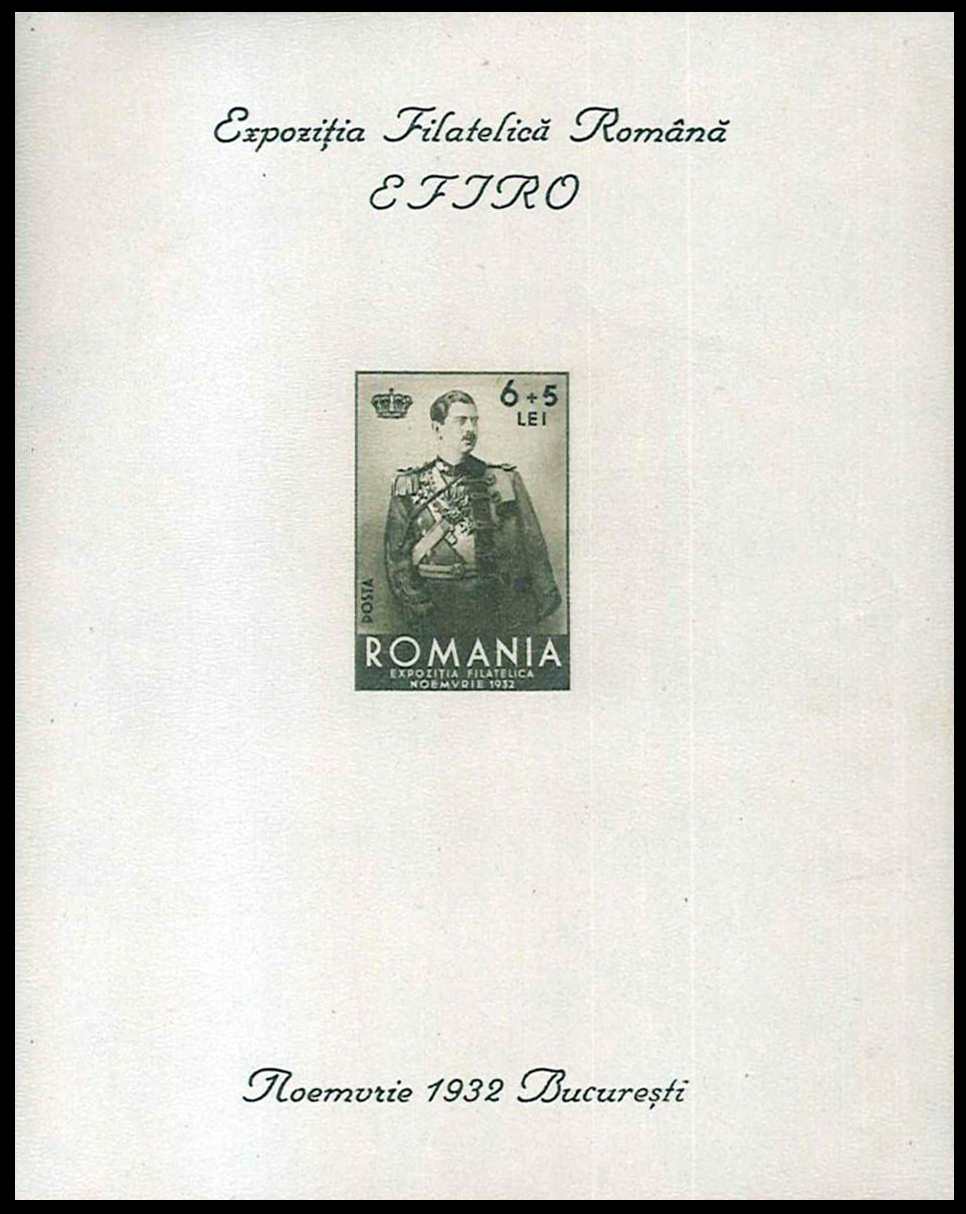
Первый почтовый блок Румынии, 1932(Mi #Block1)

Провозглашение Румынии королевством не нашло отражения на почтовых выпусках. Первые марки Королевства Румыния вышли в 1885 году. Для лучшего восприятия цифры номинала на миниатюрах новой серии стали крупнее. Над профилем Кароля I появилось изображение птицы. В октябре 1889 года на бумаге, используемой для производства почтовых марок, был вытиснен герб королевской Румынии. Тиснение походило на водяной знак, но на самом деле таковым не являлось.
Первая серия из пяти коммеморативных марок Румынии вышла в мае 1891 года в честь 25-летия правления короля Кароля I. Профиль короля на них был обрамлён памятной надписью. В 1903 году двумя сериями было отмечено открытие нового здания почтамта в Бухаресте. На миниатюрах первой серии был изображён почтовый дилижанс, второй — здание почтамта и портрет Кароля I.
В январе 1906 года вышли первые почтово-благотворительные марки Румынии. На них была изображена королева Элизабет цу Вид.
Выпуск почтовых миниатюр Румынии продолжался до 1914 года. В 1917 году Румыния, за исключением восточной части Молдовы, была оккупирована войсками Германии, Австро-Венгрии и Болгарии. Подготовленная в том же году серия марок (с зубцами и без зубцов) с портретом короля Фердинанда I в обращение не поступила. В зонах оккупации имели хождение специально подготовленные марки (см. раздел Иностранные почтовые отделения на территории Румынии).
В 1918 году на территории восточной части Молдавии, находившейся под контролем румынских властей, были выпущены шесть стандартных марок, представляющие собой надпечатки на марках предыдущих выпусков. В ноябре 1918 года румынская почта возобновила работу на всей территории Румынии, включая Трансильванию. Стандартные марки 1909—1914 года с портретом Кароля I были допечатаны и снабжены монограммой короля Фердинанда I. Все остальные марки прежних выпусков, кроме молдавского, были изъяты из обращения.
В 1919 году были выпущены новые марки с портретом короля Фердинанда I.
В соответствии с законом об организации администрации персонала почт, телеграфов и телефонов от 20 апреля 1927 года, территория Румынии была разделена на 10 региональных управлений. Одно из них находилось в Кишинёве.
В 1932 году вышел первый почтовый блок Румынии, посвящённый национальной филателистической выставке «Эфиро» (Efiro), проходившей в Бухаресте. На марке блока был помещён портрет короля Кароля II.

#### Современный период

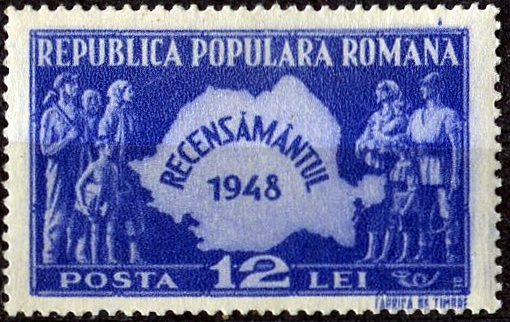
Первая марка РНР, 1948(Mi #1093)

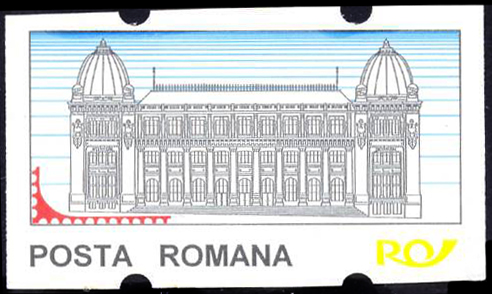
Первая автоматная марка Румынии, 1995(Mi #1)

Участие Румынии во Второй мировой войне на стороне Германии и проводимая правительством Иона Антонеску экспансионистская политика нашли отражение в почтовых марках этой страны. Так, например, в августе 1941 года вышла серия из 10 марок с надпечатками в честь взятия румынскими войсками Черновцов и Кишинёва, в октябре того же года вышла серия из четырёх марок и блока с надпечатками в честь взятия Одессы.
В июле 1941 года Бессарабия и Буковина были оккупированы румынскими войсками и присоединены к Румынии. В декабре того же года румынская почта выпустила серию из 16 почтовых марок, посвящённых присоединению Буковины и Бессарабии, а также серию из девяти почтово-благотворительных марок, с доплатой на зимнюю помощь Бессарабии и Буковине. На миниатюрах были изображены виды городов присоединённых территорий.
30 декабря 1947 года была провозглашена Румынская Народная Республика (РНР). 25 января 1948 года в обращение поступила первая миниатюра с новым названием государства «Republica Populară Romană», посвящённая дню всенародной переписи. На сине-фиолетовой марке по рисунку А. Мурну была изображена контурная карта Румынии в центре и группы трудящихся по бокам. В марте того же года стандартная серия марок 1947 года с портретом короля Михая I и видами Румынии была снабжена надпечаткой «RPR».
Социалистическая ориентация страны отразилась и на тематике почтовых выпусков. На них были представлены развитие промышленности и сельского хозяйства, народные восстания прошлого, революционеры, румыно-советская дружба и т. п. Марки с портретами К. Маркса, Ф. Энгельса и В. И. Ленина вышли в Румынии ещё в июне 1945 года. В последнем случае марка Румынии (Mi #863) стала первой зарубежной ленинской маркой.
Помимо упомянутых выше надписей названия страны, на марках Румынии встречались также следующие: «RP Romînă», «Romania Posta» или «Posta Romîna» («Почта Румынии»). В 1965 году Румыния была провозглашена Социалистической Республикой, однако это не отразилось в обозначениях на знаках почтовой оплаты, поскольку ещё 15 января 1964 года вышла серия из десяти марок, посвящённая советским космонавтам и американским астронавтам, с надписью Posta Romana («Румынская почта»). Все последующие выпуски Румынии содержали аналогичный текст. Начиная с марта 1996 года на марках вновь появилась надпись «Romănia».
В 1971 году румынская почта начала регулярно издавать малотиражные блоки (от 12,5 до 30 тысяч экземпляров) с зубцами и без зубцов, в изменённых цветах или рисунках.
В марте 1995 года были выпущены первые автоматные марки Румынии, на которых изображён главпочтамт в Бухаресте.

Примеры почтовых марок Румынии современного периода
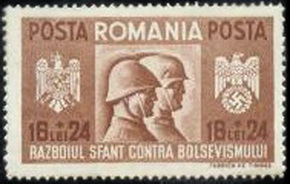
Братство по оружию с Германией, 1941 (Mi #708)
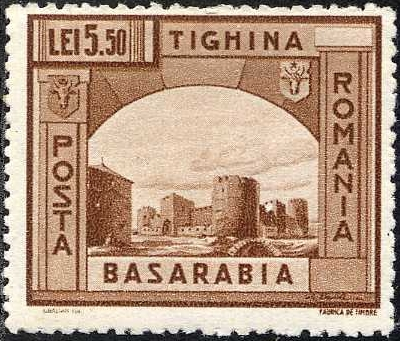
Присоединение Бессарабии. Тигина, 1941 (Mi #725)
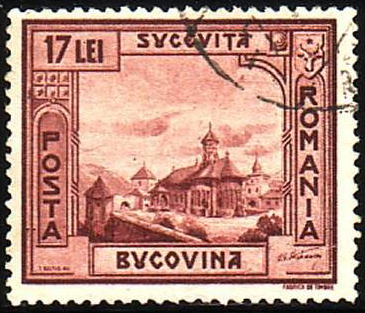
Присоединение Буковины. Сучевица, 1941 (Mi #730)
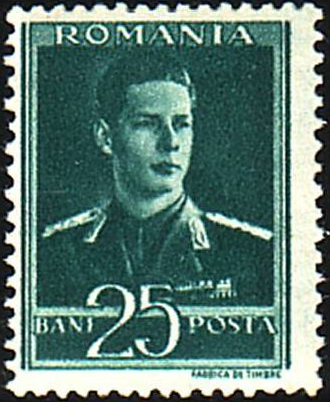
Король Михай I, 1944 (Mi #797)
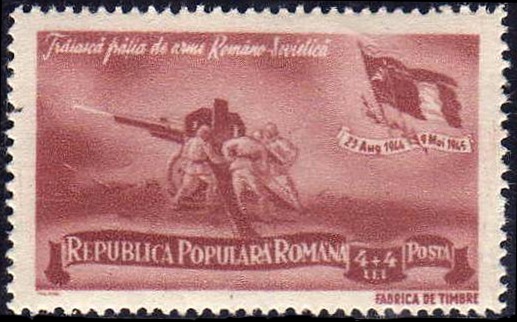
Румынско-советское братство по оружию, 1948 (Mi #1127)
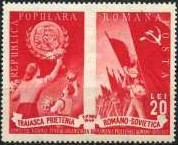
Неделя румынско-советской дружбы, 1949 (Mi #1192)
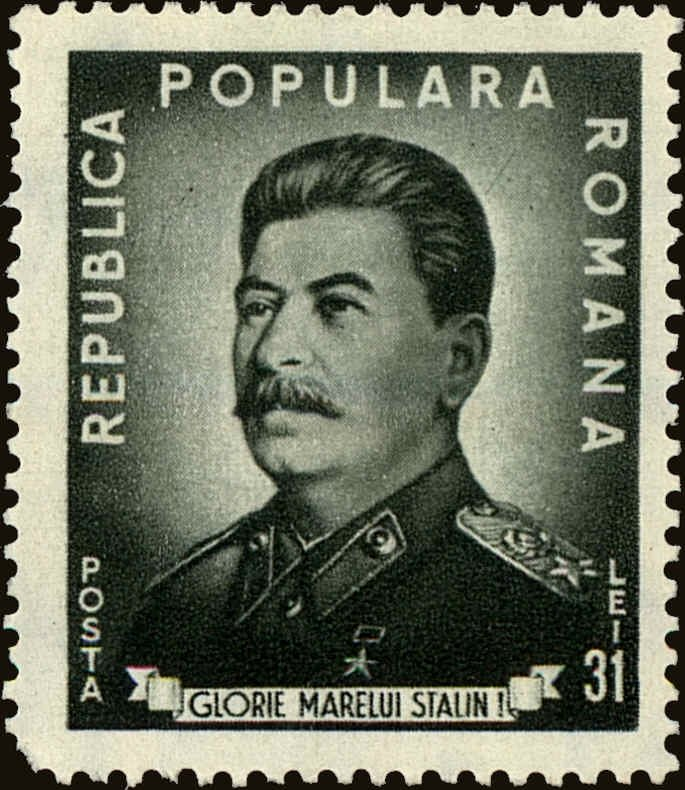
70 лет со дня рождения Сталина, 1949 (Mi #1195)
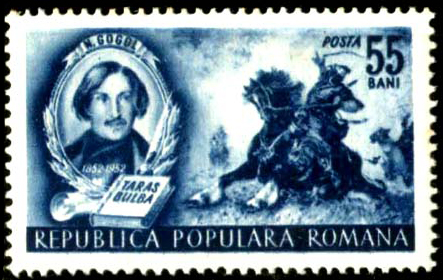
100-летие со дня смерти Гоголя. «Тарас Бульба», 1952 (Mi #)
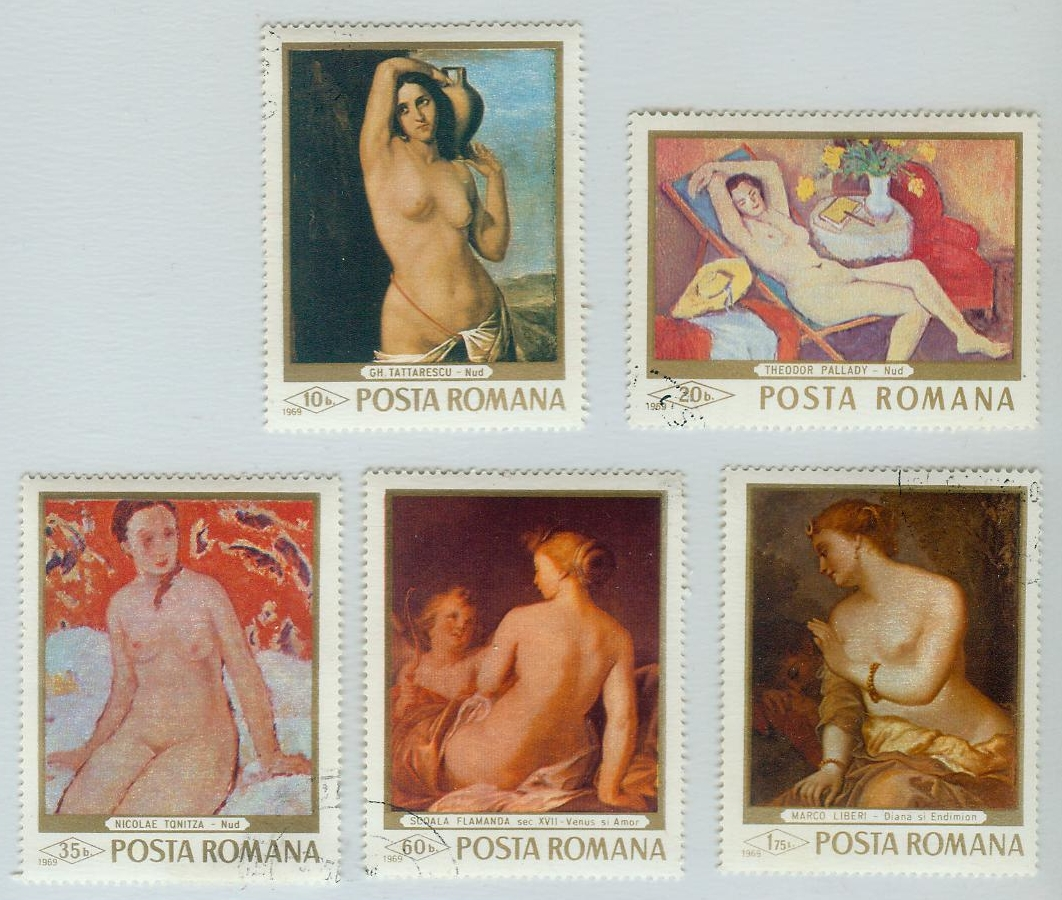
Обнажённая натура в творчестве румынских художников, 1969 (Mi #)
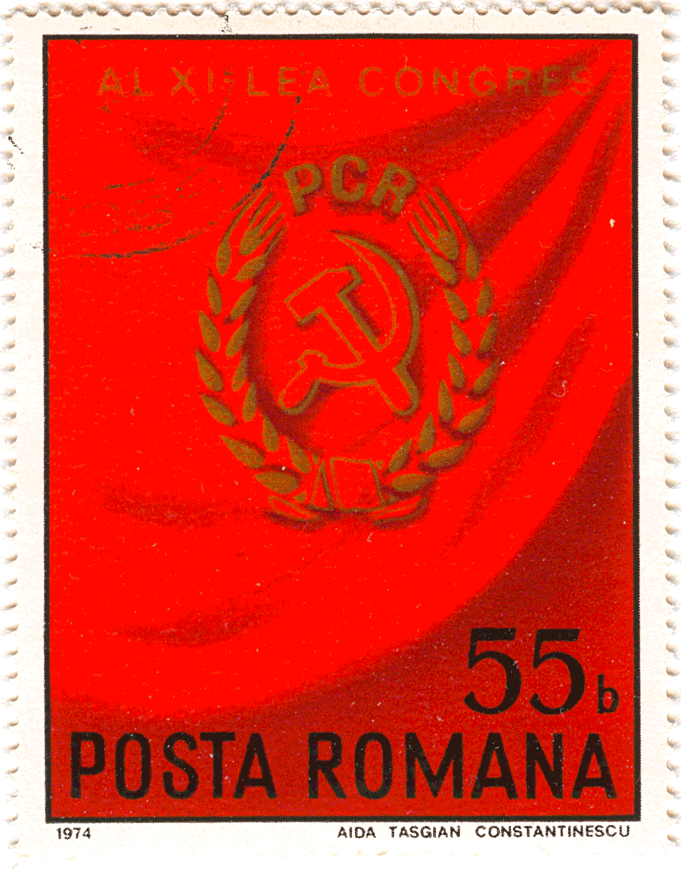
XI съезд Коммунистической партии Румынии, 1974 (Mi #)
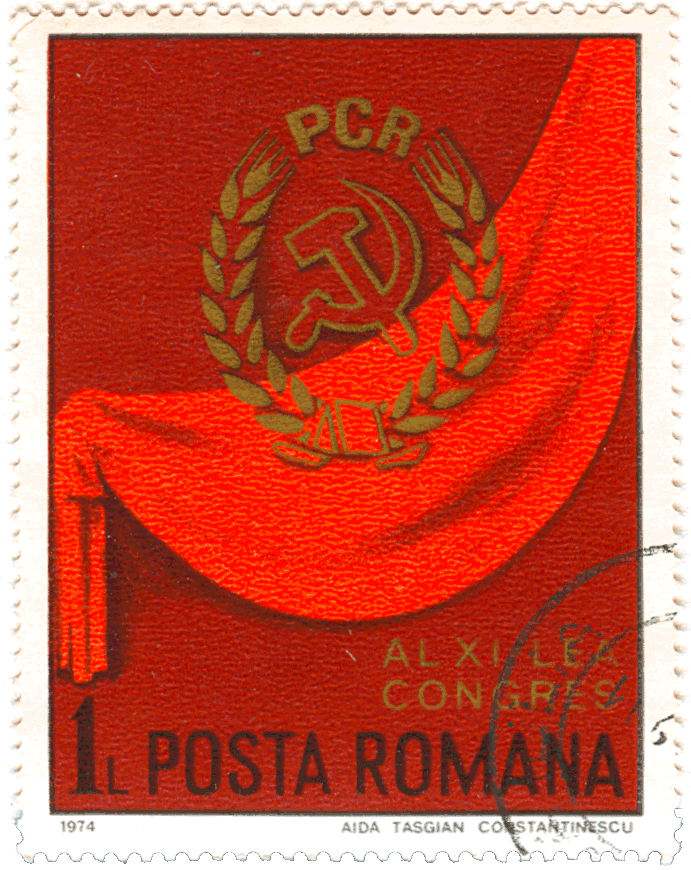
То же (Mi #)
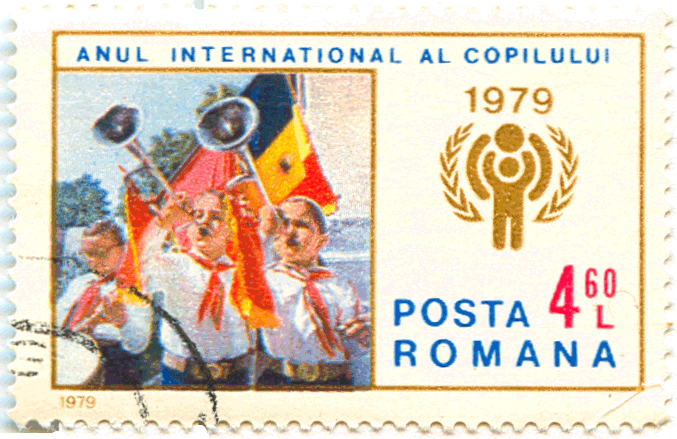
Международный год детей. Румынская пионерия, 1979 (Mi #)
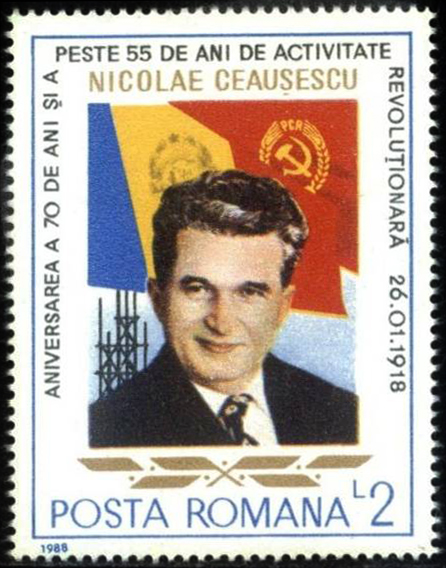
70-летие Николае Чаушеску, 1988, (Mi #4428)
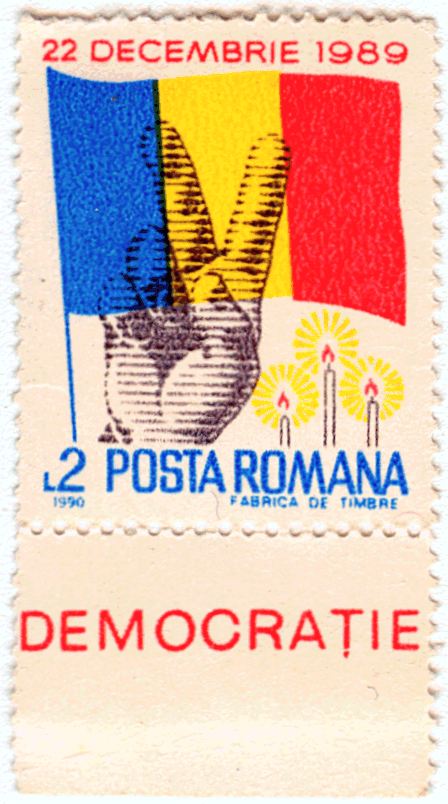
Народное восстание 22 декабря 1989 года, 1990 (Mi #4585)
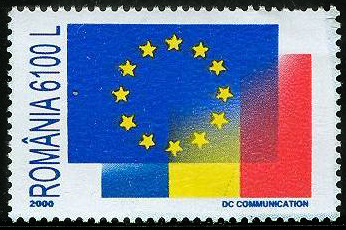
Переговоры о вступлении Румынии в ЕС, 2000 (Mi #5457)

#### Необычные выпуски

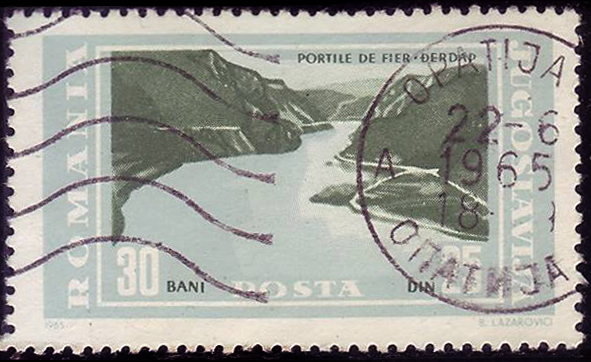
Румынско-югославская марка, 1965(Mi #2403)

В декабре 1952 года пятилетие провозглашения Народной Республики было отмечено выпуском марки с двойной перфорацией, так что каждый экземпляр отделялся от остальных узким полем (гаттером).
В апреле 1965 года почты Румынии и Югославии осуществили совместный выпуск серии из двух марок и блока, посвящённых строительству гидроэлектростанции в районе Железных ворот на Дунае. Номинал на этих миниатюрах был указан в румынской и югославской валюте. Этот выпуск использовался в обоих государствах.

## Другие виды почтовых марок
Румынская почта издавала доплатные, посылочные, различные почтово-налоговые, служебные марки. В 1913—1947 годах использовались специальные марки освобождения от почтового сбора.

### Авиапочтовые
В сентябре 1928 года румынская почта выпустила первую серию из трёх авиапочтовых марок, с изображением биплана Spad 33.

### Доплатные
В мае 1881 года в Румынии вышла первая серия из шести доплатных марок. На них была изображена цифра номинала в поперечном овале и дана надпись «Таха de plata» («Доплата»).

### Посылочные
Посылочные марки выпускались в Румынии с сентября 1895 по 1928 год. Первые марки по дизайну походили на доплатные, отличаясь только цифрой номинала и надписью «Таха de factaciu» («Стоимость доставки»).
|                                                   |                                              |                                        |
| Первая авиапочтовая марка Румынии, 1928 (Mi #336) | Первая доплатная марка Румынии, 1881 (Mi #1) | Посылочная марка Румынии, 1896 (Mi #2) |

### Почтово-налоговые
В 1915—1918 годах все почтовые отправления, кроме местных писем, облагались дополнительным налогом на оплату военных расходов и помощь семьям военнослужащих. Для этого были выпущены специальные военно-налоговые марки, номиналами в 5 (для писем) и 10 баней (для телеграмм и посылок). Первая серия из двух марок вышла в 1915 году и представляла собой надпечатку чёрной краской текста «TIMBRU / DE AJUTOR» («Марка помощи») в две строки на стандартных марках 1909—1914 годов. В 1916 году вышли две военно-налоговые марки оригинальных рисунков с изображением королевы за ткацким станком. Марки более высоких номиналов использовались только как фискальные, иногда встречаются с гашениями из любезности. Дополнительно к ним в период с 1915 по 1921 год выпускались военно-налоговые доплатные марки, предназначавшейся для почтовой корреспонденции, которая не была оплачена отправителем военно-налоговой маркой.
|                                                     |                                              |                                                                |                                                                           |
| Первая военно-налоговая марка Румынии, 1915 (Mi #1) | Военно-налоговая марка Румынии, 1916 (Mi #3) | Почтово-налоговая марка в фонд развития авиации, 1931 (Mi #12) | Доплатная почтово-налоговая марка в фонд развития культуры, 1932 (Mi #23) |

С 1921 по 1948 год почтово-налоговые и доплатные почтово-налоговые марки выпускались в Румынии по разным поводам. Всего в этот период было выпущено более 30 видов почтово-налоговых и более 20 доплатных почтово-налоговых марок. Например, с мая 1931 по 1937 год выпускались почтово-налоговые марки в фонд развития авиации с надписью «Timbru aviatiei». В 1932 и 1934 годах выходили почтово-налоговые и доплатные почтово-налоговые марки, доход от которых шёл в фонд культуры.

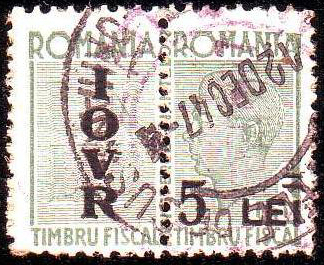
Почтово-налоговая марка «IOVR», 1947(Mi #37)

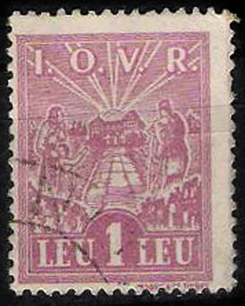
Почтово-налоговая марка «IOVR», 1948(Mi #39)

В 1947—1948 годах в Румынии выпускались почтово-налоговые марки в пользу инвалидов, сирот и вдов пострадавших от войны. Первые марки были выпущены 8 декабря 1947 года, согласно решению Министерства труда и социального обеспечения Румынии № 111 от 28 ноября 1947 года. На двойных фискальных марках Румынии 1942 и 1944 годов была сделана типографская вертикальная надпечатка чёрного цвета аббревиатуры «IOVR» (Invalizi — инвалидов, Orfani — сирот, Văduve — вдов, de Război — войны) на левой марке и новых номиналов — на правой. Марки с номиналами в 1 на 2 и 5 на 1 лей использовались в качестве почтово-налоговых, миниатюры с номиналами в 10 на 8 и 100 на 4 лея — в качестве фискальных.
В 1948 году была выпущена серия из четырёх марок с символическим рисунком — солнце встающее над госпиталем и надписью «I. O. V. R.». Почтово-налоговые марки «IOVR» первого и второго выпусков были изъяты из обращения 31 декабря 1948 года.

### Служебные
Первые служебные марки Румынии вышли в декабре 1929 года. На них был изображён орёл и герб королевства. Последние служебные марки появились в июле — октябре 1931 года.

## Выпуски для новых территорий

### Трансильвания
В 1919 году после присоединения к Румынии Трансильвании и Баната почтовое ведомство, в связи с нехваткой румынских марок, дало распоряжение использовать имевшиеся там запасы венгерских марок с надпечаткой «Regatul României» («Королевство Румыния»), монограммы короля и нового номинала в румынской валюте, как правило, без изменения номинальной стоимости марки. Надпечатки были произведены в Клуже и Ораде-Маре и имеют различные начертания. Марки допускались к обращению на всей территории Румынии, однако практически имели хождение только в Трансильвании до 1 января 1922 года.

### Транснистрия
30 августа 1941 года на территории СССР, оккупированной румынскими войсками, расположенной между Южным Бугом и Днестром и включающей части Винницкой, Одесской, Николаевской областей Украины и левобережную часть Молдавской ССР, было образовано генерал-губернаторство Транснистрия.
В декабре того же года почта Румынии по согласованию с немецкой военной администрацией выпустила для Транснистрии серию из трёх почтовых марок оригинального рисунка, с надписью «Transnistria». На миниатюрах был изображён молдавский господарь Георгий Дука. В 1943 году серия была переиздана, с добавлением марки номиналом в 3 лея. В декабре 1942 года к первой годовщине присоединения Транснистрии к Румынии была издана серия из трёх почтово-благотворительных марок с портретом молдавского летописца и политического деятеля Мирона Костина. Эти марки имели хождение только на территории генерал-губернаторства.
|                                                           |                                                                                          |                                                                                          |
| Почтовая марка Румынии для Трансильвании, 1919 (Mi #34II) | Почтовая марка Румынии для Транснистрии на вырезке с гашением Тирасполя (1941] (Mi #703) | Почтово-благотворительная марка Румынии для Транснистрии. Мирон Костин (1942) (Mi #7523) |

## Местные выпуски

### Арад

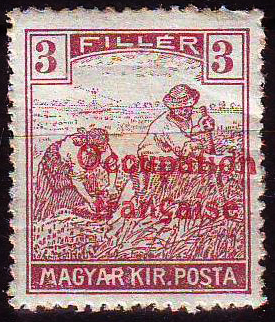
Почтовая марка французской военной администрации Арада, 1919

В ноябре 1918 года Арад и прилегающие районы были оккупированы французскими войсками. В 1919 году по распоряжению военного губернатора венгерские почтовые и доплатные марки были снабжены надпечаткой фр. «Occupation Francaise» («Французская оккупация»). После передачи города Румынии в обращение поступили румынские марки.

### Тимишоара
В 1919 году Тимишоара заняли сербские войска. Во время оккупации на имевшихся венгерских марках была сделана надпечатка нового номинала в венгерской валюте. После передачи города Румынии в августе 1919 года на венгерских марках были сделаны надпечатки нового номинала.

### Трансильвания
В октябре 1944 года Трансильвания была освобождена от немецкой оккупации Советской Армией. Почтовую связь на этой территории обеспечивали местные власти городов Орадя, Залэу, Сату-Маре, Сигетур-Мармацией и др., которые производили надпечатки на марках Венгрии. В Бистрице, Ораде, Залэу также выпускались марки оригинальных рисунков. Румынская почта возобновила свою деятельность в Трансильвании в апреле 1945 года.

## Румынская почта за границей
Известны случаи организации румынской почтовой службы в Османской империи. Особые знаки почтовой оплаты, в частности, издавались в 1896 году для почты на румынских кораблях по линии Констанца — Константинополь, а в 1919 году — в Константинополе для отряда румынских войск.

## Иностранные отделения в Румынии
В XVIII—XIX веках на территории нынешней Румынии работали иностранные почтовые отделения.
Во время Первой мировой войны территория Румынии была оккупирована Австро-Венгрией, Германией и Болгарией, выпускавшими свои почтовые марки для оккупированных ими районов.

### Австро-венгерская почта

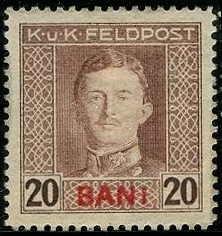
Почтовая марка австро-венгерской полевой почты для оккупированных районов Румынии, 1917(Mi #7A)

Австрийские почтовые конторы существовали на территории нынешней Румынии с XVIII века и обеспечивали почтовую связь с заграницей. С 1867 года часть их перешла в ведение венгерской почты.
Во время Первой мировой войны в зоне австрийской оккупации Румынии использовались марки австро-венгерской полевой почты и специальные выпуски марок полевой почты с надпечатками нового номинала в румынской валюте: «bani» — бани и lei — леи. Для оккупированных районов Румынии почта Австро-Венгрии отпечатала два выпуска — 1 ноября 1917 года и 1 марта 1918 года. В 1918 году был отпечатан ещё один выпуск, который так и не поступил в обращение. Всего вышло 34 почтовые марки.

### Болгарская почта

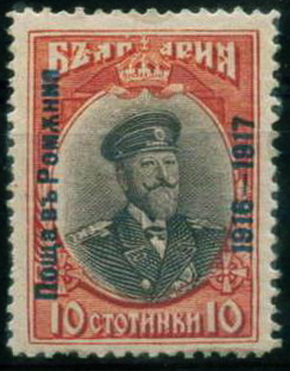
Почтовая марка болгарской оккупационной администрации Добруджи, 1917(Mi #3)

В марте 1917 года болгарская почта выпустила в обращение для оккупированного болгарскими войсками района Румынии Добруджа серию из четырёх марок Болгарии с синими и красными типографскими надпечатками — болг. «Поща въ Ромѫния. 1916—17» («Почта в Румынии. 1916—17»). Марки были в обращении до 31 декабря 1918 года.

### Греческая почта

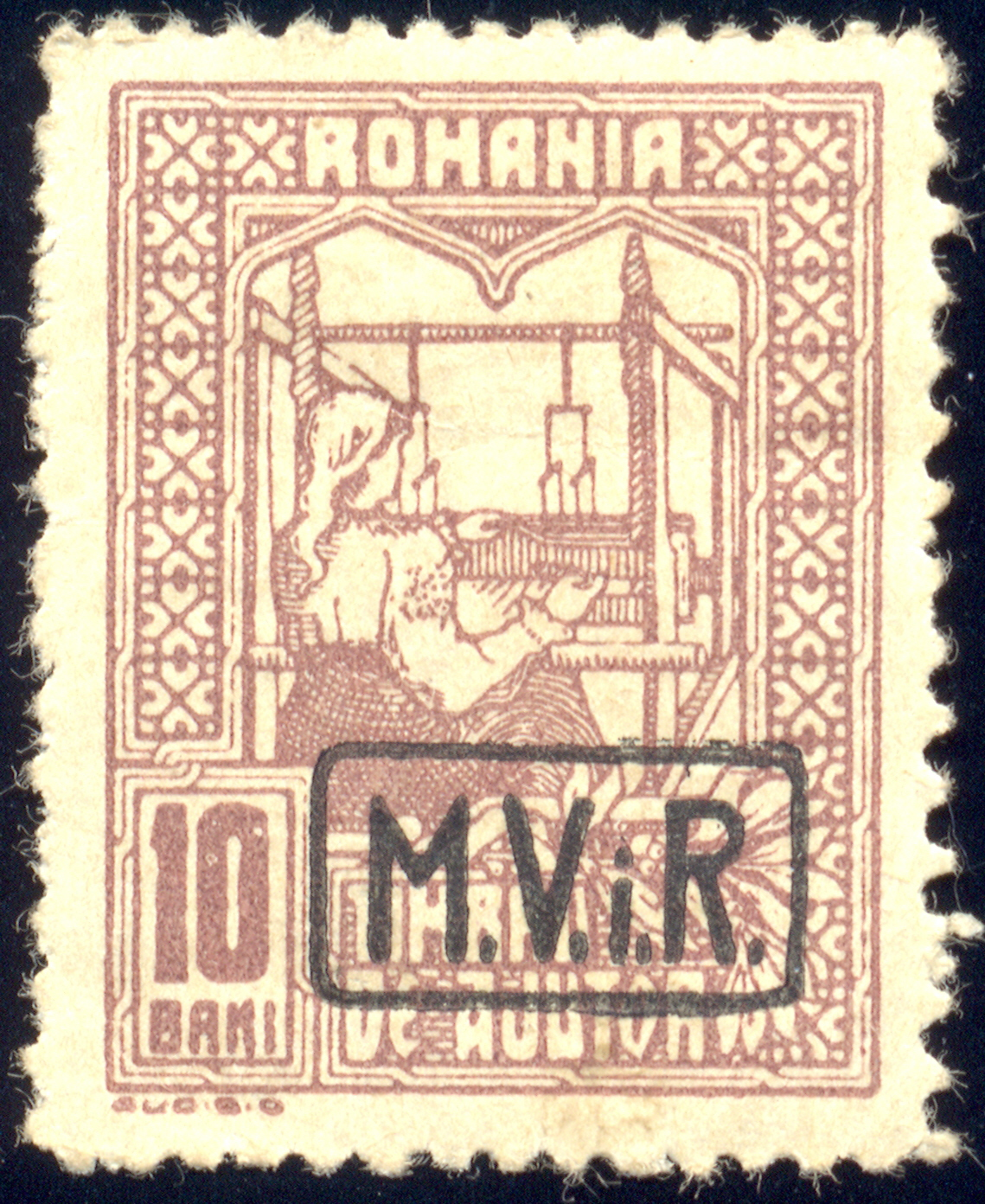
Почтовая марка Германского военного управления в Румынии (1917)

В период с 1857 по 1869 год в городах Галац (1860—1869), Брэила (1857—1866) и Бухарест (1857—1866) функционировали греческие почтовые отделения. Корреспонденция гасилась номерными почтовыми штемпелями с номерами 100 (Галац), 101 (Брэила) и 102 (Бухарест) и круглыми календарными штемпелями.

### Немецкая почта

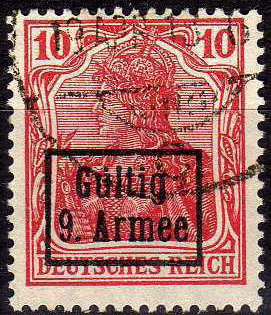
Марка 9-й армии (1918)

В 1916—1918 годах на оккупированных Германией территориях Румынии работали немецкие почтовые отделения. В 1917 году на марках Германии была сделана надпечатка аббревиатуры нем. «M. V. i. R.» (сокращение от «Gebiet der Militär-Verwaltung in Rumänien» — «Военное управление в Румынии»). В 1918 году они были заменены новыми с надпечаткой «Rumänien» («Румыния»). Номинал на обоих выпусках указан в румынской валюте. С такими же надпечатками были выпущены румынские военно-налоговые и доплатные марки.
В марте 1918 года в зоне оккупации 9-й немецкой армии, располагавшейся в Восточной Валахии (Фокшаны, Галац, Бузэу), в обращении находились марки с надпечаткой «Gültig / 9 Armee» («Действительно. 9-я армия») на почтовых марках Германии. Всего было выпущено четыре почтовые марки такого типа. Марки, прошедшие почту, имеют штемпель Бухареста, поскольку письма направлялись через Бухарестское центральное отделение.

### Русская почта
Во время Русско-турецкой войны 1828—1829 годов русские войска занимали Валахию и Молдавию, где в это время организовывали в наиболее крупных городах почтовые конторы. После заключения Адрианопольского мира в сентябре 1829 года генерал П. Д. Киселёв организовал почту, используя существующие почтовые учреждения. С 1829 по 1856 Молдавия была автономной, под протекторатом России. Почтовые конторы России находились в Яссах, Галаце и Бухаресте вплоть до 1867 года. Известны конверты прошедшие почту в 1828 году, погашенные штемпелями «Букарестъ», «Яссы», «Фокшаны», «Кишинёвъ».

### Французская почта
С 1857 по 1875 годы в Галаце и Брэиле работали французские почтовые отделения.

## Частные почты

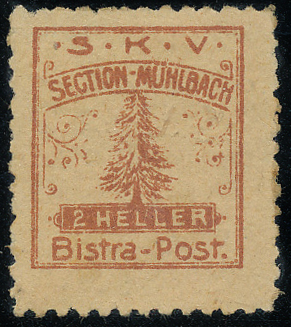
Почтовая марка местной почты в Бистре, 1906

В начале XX века несколько отелей, расположенных в курортных местах Карпат, организовали собственную доставку почты в ближайшее почтовое отделение. Для оплаты выпускались специальные марки. Такая почта существовала, например, в Бистре (город Себеш; 1906—1914), Магуре (1903—1911) и др.
Местная почта в Бистре была учреждена в 1906 году Йозефом Хинтцем. Было выпущено две марки номиналами в 2 и 6 геллеров с изображением ели и надписью «S. R. V. / SECTION-MÜHLBACH / Bistra-Post», где «SRV» — аббревиатура «Siebenbürgiescher Karpatenverein» («Трансильванский карпатский клуб»), а «Mühlbach» («Мюльбах») — немецкое название румынского города Себеш. В 1914 году почта прекратила свою деятельность.
В 2007 году почта Румынии посвятила местной почте в Бистре серию из двух марок.